# Самарский залив
Озеро имени Ленина или Самарский Залив (укр. Озеро імені Леніна, Самарська затока) — озеро в пойме реки Самара, расположенное на территории Новомосковского и Днепровского районов (Днепропетровская область). Площадь — 57,02 км². Тип общей минерализации — пресное. Происхождение — антропогенное пойменное. Группа гидрологического режима — сточное.

## История
Устье реки Самары до образования озера представляло из себя три рукава с заливами и замедленным течением. Весной устье реки служило нерестилищем днепровской рыбы. 
Озеро образовалось в пойме реки Самары после строительства плотины Днепрогэс (1929 год) и наполнения Днепровского водохранилища (1933-1935 годы). Согласно изданию «Географічна енциклопедія України», расширенное русло реки Самары в границах Днепровского водохранилища образовывает озеро имени Ленина.
После разрушения плотины Днепрогэс во время Великой Отечественной войны, в 1941 году озеро временно прекратило существование — был катастрофический спад уровня воды. Период характеризуется частичным возобновлением речного режима. Возобновлено в 1947 году.
После восстановления плотины Днепрогэс, 1947-1955 годы характеризуется обводнением больших мелководных площадей.
В 1970-е годы, в ходе строительства автодороги Харьков—Симферополь, была построена несомкнутая (с проливом и мостом через него) дамба в устье самой реки Самары, почти полностью отделяя озеро и реку от Днепровского водохранилища до ширины пролива (около 300 м). Это стало причиной деградации нерестилищ на большинстве участков поймы выше и ниже дамбы, их непригодности для воспроизводства большинства представителей аборигенного ихтиоценоза, особенно из фитофильной группы, в том числе функционально и ресурсно-важных видов рыб.   

## География
Длина — 9,8 км, ширина средняя — 4-5 км, наибольшая — 5,5 км. Глубина средняя — 2 м. Высота над уровнем моря (урез Самарского острова) — 51,4 м. Используется для рекреации, рыболовства. По озеру проложен фарватер, но судоходство прекращено.
Озеро расположено в приустьевой части поймы (включительно с руслом) реки Самара — при впадении рек Татарка, Кильчень и Маячка — между городами Днепр и Новомосковск. Озёрная котловина неправильной вытянутой формы с юго-запада на северо-восток. Берега пологие, местами обрывистые (высотой 2-4 м). У берегов озеро зарастает прибрежно-водной растительностью. Есть множество островов, например, Самарский, Сергеевский. Протокой сообщается с озером Большой Лиман.
На берегах озера расположены сёла Новосёловка и Александровка, северо-восточные районы города Днепра — Одинковка, Рыбальское, Игрень, Шевченко, а также садово-дачными участками.
Питается водами реки Самара и её притоками, путём водообмена с Днепровским водохранилищем. Солёность — до 2000 мг/л, что в 5 раз превышает солёность Днепровского водохранилища. Солёность озера связана с высокоминерализованным стоком. Берега сложены лёссовидными суглинками и песками.
Зимой замерзает. 

## Природа
Насчитывается 50 видов рыб, например карась серебристый, плотва, красноперка, окунь, судак, лещ, карп.
Изначально приустьевая часть реки Самары насчитывала 30 видов рыб. Весной устье реки служило нерестилищем днепровской рыбы. 
В период наполнения Днепровского водохранилища, в 1935-1941 годы в акватории озера насчитывалось 34 вида рыб, где были доминирующими плотва (Rutilus rutilus), лещ обыкновенный (Abramis brama), речной окунь (Perca fluviatilis), линь озёрный (Tinca tinca Linnaeus, 1758), щука (Esox lucius), краснопёрка (Scardinius erythrophthalmus), карась обыкновенный (Carassius carassius), уклейка (Alburnus alburnus), обыкновенный горчак (Rhodeus sericeus).
В период разрушенной плотины Днепрогэс, в 1941-1946 годы видовой состав в основном сохранился, здесь был зарегистрирован 31 вид рыб. Отмечается уменьшение численности большинства промышленных видов и снижение объемов отлова. После восстановления плотины Днепрогэс, 1947-1955 годы насчитывалось 30 видов рыб, а обводнение больших площадей обусловило бурное развитие существующих на данной акватории видов. 
После 1955 года начинается постепенное наращивание эксплуатации природных ресурсов, значительно усиливается антропогенное давление. Под влиянием антропогенных трансформаций водоёма начинается деградаций природных нерестилищ. Насчитывалось 37 видов рыб. Наблюдается постепенная элиминация некоторых видов (обыкновенный подуст, синец, язь) и появлением новых за счёт интродукционных работ и саморасселения (белый толстолобик (Hypophthalmichthys molitrix), пёстрый толстолобик (Aristichthys nobilis), белый амур (Ctenopharyngodon idella), амурский чебачок (Pseudorasbora parva), канальный сомик (Ictalurus punctatus).  